# Roncus ladestani
Espèce
Roncus ladestani est une espèce de pseudoscorpions de la famille des Neobisiidae.

## Distribution
Cette espèce est endémique de Croatie. Elle se rencontre sur Lastovo dans la grotte Jama višje Zađa.

## Description
Le mâle holotype mesure 3,22 mm.

## Systématique et taxinomie
Cette espèce a été décrite par Dimitrijević et Ćurčić en 2021.

## Étymologie
Son nom d'espèce lui a été donné en référence au lieu de sa découverte, Ladestanos.

## Publication originale
- Ćurčić, Rađa, Dimitrijević, Ćurčić & Ćurčić, 2021 : « Roncus ladestani n. sp. and R. pecmliniensis n. sp., two new pseudoscorpions (Pseudoscorpiones, Neobisiidae) from Croatia and Bosnia and Herzegovina, respectively. » Zoologichesky Zhurnal, vol. 100, no 2, p. 159–169.